# Cattleya brevipedunculata
Cattleya brevipedunculata är en orkidéart som först beskrevs av Célestin Alfred Cogniaux, och fick sitt nu gällande namn av Van den Berg. Cattleya brevipedunculata ingår i släktet Cattleya och familjen orkidéer. Inga underarter finns listade i Catalogue of Life.